# NGC 5898
NGC 5898 é uma galáxia elíptica (E0) localizada na direcção da constelação de Libra. Possui uma declinação de -24° 05' 51" e uma ascensão recta de 15 horas, 18 minutos e 13,6 segundos.
A galáxia NGC 5898 foi descoberta em 21 de Maio de 1784 por William Herschel.